# Sinfonía n.º 21 (Miaskovski)
La Sinfonía n.º 21 en Fa sostenido mayor Op. 51 de Nikolái Miaskovski fue escrita anteriormente a la Sinfonía n.º 22 en si menor Op. 54, pero son completamente diferentes la una de la otra. Esta primera es un monobloque, principio que el autor ya había experimentado en su Sinfonía n.º 10. Esencialmente cantante, desarrolla una temática nutrida por las canciones populares. Fue recompensada con el Premio Stalin en 1941. Su duración media es de alrededor de dieciocho minutos. 